# Джоан Вудворд
Джоан Джігнілльєт Трімм'єр Вудворд; англ. Joanne Gignilliat Trimmier Woodward; нар. 27 лютого 1930, Томасвіль, Джорджія, США) — американська акторка, продюсерка театру, кіно та телебачення. Джоан Вудворд належить найперша зірка на Голлівудській алеї слави, відкрита 1960 року. В її активі є премії «Оскар» (1958) і «Еммі» (1978, 1985, 1990), а також нагорода Каннського кінофестивалю за найкращу жіночу роль (1973).

## Біографія
Джоан Вудворд була названа матір'ю на честь кінолегенди Джоан Кроуфорд. У підлітковому віці виграла кілька конкурсів краси. У кіно з 1955 року. Три роки по тому отримала «Оскар» за роль жінки з розладом множинної особистості у драмі «Три особи Єви».
29 січня 1958 року Вудворд одружилася з актором Полом Ньюманом. Вона народила трьох дочок та багато в чому принесла свою подальшу кінокар'єру в жертву сімейному життю. Знімалася з чоловіком у багатьох стрічках, таких як «Містер і місіс Брідж» (1990), за яку була вчетверте номінована на «Оскар». Окрім того, Ньюман поставив чотири фільми з Вудворд у головній ролі.

## Вибрана фільмографія
| Рік  |    | Українська назва                             | Оригінальна назва                                     | Роль                    |
| ---- | -- | -------------------------------------------- | ----------------------------------------------------- | ----------------------- |
| 1956 | ф  | Поцілунок перед смертю                       | A Kiss Before Dying                                   | Дороті (Дорі) Кінгшіп   |
| 1957 | ф  | Три особи Єви                                | The Three Faces of Eve                                | Єва Вайт/Єва Блек/Джейн |
| 1958 | ф  | Довге спекотне літо                          | Long Hot Summer                                       | Клара Варнер            |
| 1960 | ф  | Схильний до втечі                            | The Fugitive Kind                                     | Керол Катрір            |
| 1968 | ф  | Рейчел, Рейчел                               | Rachel, Rachel                                        | Рейчел Кемерон          |
| 1969 | ф  | Перемагаючи                                  | Winning                                               | Елора Капуа             |
| 1972 | ф  | Вплив гамма-променів на поведінку маргариток | The Effect of Gamma Rays on Man-in-the-Moon Marigolds | Беатріс Хансдорфер      |
| 1975 | ф  | підмоклій справу                             | The Drowning Pool                                     | Айріс Девро             |
| 1976 | ф  | Сібіл                                        | Sybil                                                 | доктор Корнелія Уілбер  |
| 1984 | ф  | Гаррі та син                                 | Harry & Son                                           | Ліллі Віловскі          |
| 1987 | ф  | Скляний звіринець                            | The Glass Menagerie                                   | Аманда Вінгфілд         |
| 1990 | ф  | Містер і місіс Брідж                         | Mr. & Mrs. Bridge                                     | Індія Брідж             |
| 1992 | ф  | Романи на чужині                             | Foreign Affairs                                       | Вінні Міллер            |
| 1993 | ф  | Слабке місце                                 | Blind Spot                                            | Нелл Геррингтон         |
| 1993 | ф  | Філадельфія                                  | Philadelphia                                          | Сара Беккетт            |
| 1994 | тф | Уроки дихання                                | Breathing Lessons                                     | Меггі Морган            |

## Нагороди та номінації
| Нагорода                       | Рік  | Категорія                                                                     | Фільм/Телесеріал                             | Результат |
| ------------------------------ | ---- | ----------------------------------------------------------------------------- | -------------------------------------------- | --------- |
| Оскар                          | 1958 | Найкраща жіноча роль                                                          | Три особи Єви                                | Перемога  |
| Оскар                          | 1969 | Найкраща жіноча роль                                                          | Рейчел, Рейчел                               | Номінація |
| Оскар                          | 1974 | Найкраща жіноча роль                                                          | літні бажання, зимові мрії                   | Номінація |
| Оскар                          | 1991 | Найкраща жіноча роль                                                          | Містер та місіс Брідж                        | Номінація |
| BAFTA                          | 1958 | Найкраща жіноча роль                                                          | Три особи Єви                                | Номінація |
| BAFTA                          | 1959 | Найкраща жіноча роль                                                          | Каліфорнійські родини                        | Номінація |
| BAFTA                          | 1969 | Найкраща жіноча роль                                                          | Рейчел, Рейчел                               | Номінація |
| BAFTA                          | 1975 | Найкраща жіноча роль                                                          | Літні бажання, зимові мрії                   | Перемога  |
| Золотий глобус                 | 1958 | Найкраща жіноча роль у драмі                                                  | Три особи Єви                                | Перемога  |
| Золотий глобус                 | 1964 | Найкраща жіноча роль у комедії або мюзиклі                                    | Новий вид любові                             | Номінація |
| Золотий глобус                 | 1969 | Найкраща жіноча роль у драмі                                                  | Рейчел, Рейчел                               | Перемога  |
| Золотий глобус                 | 1973 | Найкраща жіноча роль у драмі                                                  | Вплив гамма-променів на поведінку маргариток | Номінація |
| Золотий глобус                 | 1974 | Найкраща жіноча роль у драмі                                                  | Літні бажання, зимові мрії                   | Номінація |
| Золотий глобус                 | 1982 | Найкраща жіноча роль в міні-серіалі або телефільмі                            | Криза в Централ-Хай                          | Номінація |
| Золотий глобус                 | 1986 | Найкраща жіноча роль в міні-серіалі або телефільмі                            | Пам'ятаєш нашу любов?                        | Номінація |
| Золотий глобус                 | 1991 | Найкраща жіноча роль в драмі                                                  | Містер та місіс Брідж                        | Номінація |
| Золотий глобус                 | 1995 | Найкраща жіноча роль в міні-серіалі або телефільмі                            | Уроки дихання                                | Перемога  |
| Золотий глобус                 | 2006 | Найкраща жіноча роль другого плану в міні-серіалі, телесеріалі або телефільмі | Падіння імперії                              | Номінація |
| Еммі                           | 1977 | Найкраща жіноча роль в міні-серіалі або фільмі                                | Сібіл                                        | Номінація |
| Еммі                           | 1978 | Найкраща жіноча роль в міні-серіалі або фільмі                                | See How She Runs                             | Перемога  |
| Еммі                           | 1981 | Найкраща жіноча роль в міні-серіалі або фільмі                                | Криза у Централ-Гай                          | Номінація |
| Еммі                           | 1985 | Найкраща жіноча роль в міні-серіалі або фільмі                                | Пам'ятаєш нашу любов?                        | Перемога  |
| Еммі                           | 1990 | Найкраще поява в інформаційній програмі                                       | Американські майстри                         | Номінація |
| Еммі                           | 1990 | Найкраща інформаційна програма                                                | Американські майстри                         | Перемога  |
| Еммі                           | 1993 | Найкраща жіноча роль в міні-серіалі або фільмі                                | Слабке місце                                 | Номінація |
| Еммі                           | 1994 | Найкраща жіноча роль в міні-серіалі або фільмі                                | Уроки дихання                                | Номінація |
| Еммі                           | 2005 | Найкраща жіноча роль другого плану в міні-серіалі або фільмі                  | Падіння імперії                              | Номінація |
| Премія Гільдії кіноакторів США | 1995 | Найкраща жіноча роль у телефільмі або міні-серіалі                            | Уроки дихання                                | Перемога  |
| Премія Гільдії кіноакторів США | 2006 | Найкраща жіноча роль у телефільмі або міні-серіалі                            | Падіння імперії                              | Номінація |